# Тагбанва (народ)
Народ тагбанва (Тагбанва: ᝦᝪᝯ) — одна из старейших этнических групп на Филиппинах, ее можно встретить в основном в центральном и северном Палаване. Исследования показали, что тагбанва, возможно, являются потомками табонского человека, что делает их одними из исконных жителей Филиппин.
Этой этнической группе присущи коричневая кожа, стройность и прямые волосы.

## История
Официальная история племени тагбанва началась в 1521 году, когда корабли Магеллана пришвартовались в Палаване за провизией. Антонио Пигафетта, летописец Магеллана, записал, что тагбанва практиковали ритуал заключения договора о крови, возделывали свои поля, охотились с духовыми трубками и толстыми деревянными стрелами, ценили медные кольца и цепи, колокольчики, ножи и медную проволоку для привязывания рыболовных крючков, разводили больших и очень ручных петухов для боев и перегоняли рисовое вино.
До конца 17 века южный Палаван находился под юрисдикцией султана Брунея, что привело к трениям между испанцами и султаном. В течение этого времени и почти трехсот лет испанцы и мусульмане Сулу, Минданао, Палавана и северного Борнео находились в состоянии войны.
В 19 веке тагбанва продолжали верить в своих местных богов. Каждый год после каждого сбора урожая отмечается большой праздник в честь их божеств.
Когда пал испанский режим и американцы оккупировали Филиппины, на острове Палаван и в Тагбанве произошли некоторые изменения. В 1904 году Ивахиг стал местом исправительной колонии, которая вытеснила Тагбанву по мере ее расширения. В 1910 году американцы сделали резервацию для Тагбанвы. В последующие годы внутренняя миграция с Висайских островов и с Лусона, господство христианской религии и поглощение острова экономическим и политическим мейнстримом привели к маргинализации народа тагбанва.

## Язык
У народа тагбанва есть свои родные языки (аборлан тагбанва, каламский тагбанва и Центральный тагбанва) и письменность, однако они также владеют языком палавано и несколькими другими диалектами, такими как тандуланон, силанганон и барас в каждом населенном пункте, в то время как значительное число из них могут понимать тагальский, батакский, кайононский и калавийский языки.

## Деятельность
Они занимаются выращиванием риса, сладкого картофеля, кукурузы и маниоки. Жители прибрежных районов занимаются рыбной ловлей и обменивают ее на сельскохозяйственные продукты для потребления. Они также собирают лесные продукты, такие как камедь, ротанг и мед, за наличные.
Самым высоким потенциальным источником дохода для тагбанва являются изделия ручной работы, особенно деревообработка, изготовление циновок и плетение корзин, сырье для которых им легко доступно.